# Dragões (Tolkien)
Nas obras literárias de J. R. R. Tolkien, Dragões são criaturas lendárias da Terra Média baseados nos dragões das antigas lendas europeias.
Além de dragon (derivado do francês), Tolkien usou o termo variado de drake (o termo original em inglês, do inglês antigo draca, por sua vez, a partir do latim draco) e worm (do inglês antigo wyrm, "serpente", "dragão").
Foram criados por Morgoth durante a Primeira Era, quando Glaurung, o primeiro dragão aparece. Os dragões de Tolkien são capazes de se reproduzir por conta própria, e em idades posteriores a charneca murchada é supostamente o seu terreno de desova.

## Nome dos dragões
Tolkien nomeou apenas quatro dragões em seus escritos da Terra-média. Outro, Chrysophylax Dives, aparece em Farmer Giles of Ham, uma história separada dos contos da Terra-média.

### Glaurung
Glaurung é o Pai dos Dragões no legendário de Tolkien, e o primeiro da Urulóki, os dragões de fogo de Angband. Ele tem quatro pernas e pode cuspir fogo, mas não tem asas. Glaurung pode controlar e escravizar homens usando sua mente. Ele é morto por Túrin Turambar. Ele surgiu a partir dos poços de inferno de Angband, como uma tempestade de vento e fogo como último defesa do reino de Dor Daedeloth.

### Ancalagon
Ancalagon, o Negro, (sindarin: mandíbulas que apressam do anc 'mandíbula', alag 'impetuoso') foi criado por Morgoth durante a Primeira Era para ser o maior e mais poderoso de todos os dragões, e o primeira alado dos 'dragões de fogo'.
Do oeste, Eärendil, "O Bem-aventurado" em seu poderosamente santificado navio élfico Vingilot viajou pelo ar, auxiliado por Thorondor e as grandes Águias, duelaram com Ancalagon e a frota de dragões por um dia inteiro. Finalmente Eärendil prevaleceu, lançando Ancalagon sobre as torres do triplo pico de Thangorodrim e destruindo tanto o dragão e as torres. Com seu último e mais poderoso defensor mortos, Morgoth foi logo totalmente derrotado e feito prisioneiro, terminando a Guerra da Ira.
Em 1977, um gênero extinto de vermes do Cambriano no Folhelho Burgess, foi nomeado Ancalagon, inspirado pelo dragão de Tolkien.

### Scatha
Era um poderoso "verme longo" das Montanhas Cinzentas. Pouco se sabe sobre Scatha exceto que ele foi morto por Fram nos primeiros dias dos Éothéod. Depois de matar o dragão, a propriedade de seu tesouro recuperado foi então disputada pelos Anões daquela região. Fram repreendeu esta reivindicação, enviando-os em vez os dentes de Scatha, com as palavras, "Jóias como esses que você não irá corresponder em seus tesouros, pois são difíceis de encontrar." Isso levou a sua morte, em uma rivalidade com os Anões. Os Éothéod retiram pelo menos um pouco do tesouro, e os trouxe do sul quando se estabeleceram em Rohan. O chifre que Éowyn deu a Merry Brandybuck após a Guerra do Anel veio deste tesouro.
Seu nome foi provavelmente tirado do anglo-saxão sceaða, "pessoa prejudicial, criminal, ladrão, assassino".

### Smaug
Smaug foi o último dragão da Terra Média. Foi morto por Bard, um descendente de Girion, Senhor de Dale. Um dragão mortal alado que cospe fogo, ele foi descrito como vermelho-dourado e seu ventre estava incrustado com muitas pedras preciosas da pilha de tesouros que ele normalmente dormia depois de tomar o controle de Erebor (a Montanha Solitária). A Pedra Arken foi enterrada bem na pilha em que ele dormiu, mas Smaug nunca notou isso. Smaug tinha apenas uma fraqueza: havia um buraco em sua armadura na área do peito esquerdo. Bilbo Baggins descobriu isso, o que levou à morte de Smaug acima de Esgaroth.

## Concepção inicial
Dragões estão presentes em The Book of Lost Tales, as primeiras narrativas relacionadas com a Terra-Média escritas por Tolkien, a partir de 1917. The Book of Lost Tales foi finalmente publicado postumamente em dois volumes, como parte de The History of Middle-earth, que foi editado e inclui comentários de seu filho, Christopher Tolkien.
Nos primeiros rascunhos de "A Queda de Gondolin", o conto perdido que é a base para O Silmarillion, Morgoth (aqui chamado Melkor) envia máquinas de guerra mecânicas em forma de dragões contra a cidade, alguns até mesmo serviam como veículos blindados para Orcs. Estas máquinas não aparecem na publicação de O Silmarillion, também editada por Christopher Tolkien, em que os dragões reais atacam a cidade. Como na concepção posterior dessas criaturas na obra, os dragões alados ainda não tinham sido inventados por Morgoth no momento da queda de Gondolin. Os primeiros dragões alados foram contemporâneos de Ancalagon, o Negro.